# Mallinella kelvini
Mallinella kelvini är en spindelart som först beskrevs av Robert Bosmans och Paul Hillyard 1990.  Mallinella kelvini ingår i släktet Mallinella och familjen Zodariidae.
Artens utbredningsområde är Sulawesi. Inga underarter finns listade i Catalogue of Life.